# Marnardal
Marnardal é uma antiga comuna da Noruega, com 397 km² de área e 2 214 habitantes (censo de 2004).         